# Euroregion
Euroregion er et begreb man i europæisk politik bruger om en transnational samarbejdsstruktur mellem to (eller flere) sammenhængende territorier beliggende i forskellige europæiske lande. Euroregioner repræsenterer en specifik type grænseoverskridende region.

## Omfang
Euroregioner har ikke nogen lovgivende eller statslig baggrund, og har ikke direkte politisk magt. Deres arbejde er begrænset til kompetencerne hos de lokale og regionale myndigheder, som udgør dem. De er normalt oprettet for at fremme fælles interesser og projekter på tværs af grænsen og for at samarbejde til fælles bedste for grænsebefolkningen. 

## Kriterier
Sammenslutningen af europæiske grænseregioner opregner disse typer kriterier for euroregionerne: 
- En sammenslutning af lokale og regionale myndigheder på hver side af den nationale grænse, nogle gange med en parlamentarisk forsamling
- En grænseoverskridende forening med et fast sekretariat og et teknisk og administrativt team med egne ressourcer
- Af privatretlig karakter, baseret på almennyttige foreninger eller fonde på begge sider af grænsen i overensstemmelse med den respektive gældende nationale lovgivning
- Af offentligretlig karakter, baseret på mellemstatslige aftaler, der blandt andet handler om deltagelse af territoriale myndigheder

Det er vanskeligt at definere en juridisk ramme med udtrykket "Euroregion", da de opererer på tværs af landegrænser og varierer meget efter de lokale forhold.

## Navnekonventioner
Navnekonventionen for euroregioner er lige så forskellig som regionernes form. De mest almindelige lokale navne for en euroregion omfatter euregio, euregion, euroregion, euroregion, euroregión, euroregione, euro-região, ευρωπεριοχή , europaregion, euroregiune, grande région, еврорегион (evroregion), regio, conseil eller råd. 

## Liste over euroregioner
De samarbejdende regioner har normalt forskellige (lokale) navne i hvert deltagende land. Regionerne er opført i alfabetisk rækkefølge efter de tilsvarende engelske navne. Opført er også de særlige deltagende lande og det år, hvor euroregionen blev grundlagt.
| Engelsk navn på euroregion Andre lokale navne på euroregion | Deltagende lande                                                           | Grundlagt |
| --- | -------------------------------------------------------------------------- | --------- |
| Adriatisk Jonisk Euroregion (en) | Albanien, Bosnien og Herzegovina, Kroatien, Italien, Montenegro, Slovenien | 2006      |
| Alps–Mediterranean Euroregion (en) Euroregione Alpi Mediterraneo Eurorégion Alpes-Méditerranée | Frankrig, Italien                                                          | 2007      |
| Archipelago (islands) committee Interreg Saaristo Interreg Skärgården | Finland, Sverige                                                           | 1978      |
| ARKO (Arvika/Kongsvinger) euroregion | Norge, Sverige                                                             | 1978      |
| Nouvelle-Aquitaine–Baskerlandet–Navarre Euroregion | Frankrig, Spanien                                                          | 1982      |
| Euroregion Baltic (en) Euroregion Baltija Euroregion Bałtyk | Danmark, Litauen, Polen, Rusland, SverigeSverige                           | 1998      |
| Euroregion EU Med (en) | Italien, Frankrig, Spanien, Grækenland, Malta, Cypern                      | 2004      |
| Barents Euro-Arktis Council Barentsrådet | Finland, Norge, Rusland, SverigeSverige                                    | 1993      |
| Bayerischer Wald - Böhmerwald (tjekkisk: Šumava) euroregion Euroregio Bayerischer Wald-Böhmerwald/Sumava Euroregion Šumava-Bavorský les                                                                               | Østrig, Tjekkiet, Tyskland                                                 | 1994      |
| Belasica euroregion | Bulgarien, Grækenland, Nordmakedonien                                      | 2003      |
| "BENEGO" (Belgisk-Hollandsk Grænsehøring) | Belgien, Holland                                                           | 1980      |
| Benelux-Middengebied Euroregion | Belgien, Luxembourg, Holland                                               | 1984      |
| Euroregion Beskydy (en) Euroregion Beskiderne Euroregión Beskidy | Tjekkiet, Polen, Slovakiet                                                 | 2000      |
| Sortehavet Euroregion (en) Euroregiunea Mării Negre Черноморски еврорегион | Bulgarien, Rumænien                                                        | 2008      |
| Białowieska nationalpark Euroregion Euroregion Puszcza Białowieska | Hviderusland, Polen                                                        | 2002      |
| Biharia Euroregion (en) Euroregiunea Biharia Biharia Eurorégió | Rumænien, Ungarn                                                           | 2007?     |
| Euroregion Bug (en) Єврорегіон «Буг» Еўрарэгіён «Буг» | Hviderusland, Polen, Ukraine                                               | 1995      |
| Karpatiske Euroregion (en) Euroregiunea Carpatică Euroregion Karpacki Karpatský euroregión Kárpátok eurorégió Карпатський єврорегіон                                                                                  | Ungarn, Polen, Rumænien, Slovakiet, Ukraine                                | 1993      |
| Central North committee Midtnorden kommitéen | Finland, Norge, Sverige                                                    | 1977      |
| Cieszyn Silesia euroregion (en) Euroregion Tešínské Slezsko Euroregion Śląsk Cieszyński | Tjekkiet, Polen                                                            | 1998      |
| Engelske Kanal euroregion (del af Arc Manche regional network and assembly) Kent & Nord Pas-de-Calais/Belgium Region Transmanche                                                                                      | Belgien, Frankrig, Storbritannien                                          | 1991      |
| Donau 21 euroregion | Bulgarien, Rumænien, Serbien                                               | 1992      |
| Donau –Drava–Sava Euroregion | Bosnien og Herzegovina, Kroatien, Ungarn                                   | 1998      |
| Donau –Criș–Mureș–Tisa Euroregion Euroregiunea Dunăre-Criş-Mureş-Tisa Duna-Körös-Maros-Tisza Eurorégió Evroregija Dunav-Kriš-Moriš-Tisa                                                                               | Rumænien, Ungarn, Serbien                                                  | 1997      |
| Dnepr euroregion | Ukraine, Rusland, Hviderusland                                             | 2003      |
| Euroregion Dniester | Ukraine, Moldova                                                           | 2012      |
| Dobrava euroregion | Tjekkiet                                                                   | 2001      |
| Donbas Euroregion | Ukraine, Rusland                                                           | 2010      |
| Drina-Sava-Majevica euroregion | Bosnien og Herzegovina, Kroatien, Serbien                                  | 2003      |
| East Sussex/Seine-Maritime/Somme Euroregion (part of the Arc Manche regional network and assembly) Rives-Manche Region                                                                                                | Frankrig, Storbritannien                                                   | 1993      |
| Egrensis Euroregion EuroRegio Egrensis | Tjekkiet, Tyskland                                                         | 1993      |
| Elbe/Labe Euroregion Euroregion Elbe/Labe | Tjekkiet, Tyskland                                                         | 1992      |
| Ems Dollart Region Eems-Dollard Regio | Tyskland, Holland                                                          | 1977      |
| "EUREGIO" Euregion Enschede-Gronau | Tyskland, Holland                                                          | 1958      |
| Eurobalkans | Bulgarien, Nordmakedonien, Serbien                                         | 2002      |
| EUROACE Euroregion Euroregião Arkiveret 20. juni 2019 hos Wayback Machine Alentejo-Região Centro-Extremadura Eurorregión Arkiveret 23. januar 2022 hos Wayback Machine Alentejo-Región Centro de Portugal-Extremadura | Spanien, Portugal                                                          | 2009      |
| Glacensis Euroregion Euroregion Pomezí Čech, Moravy a Kladska | Tjekkiet, Polen                                                            | 1996      |
| Galicia–North Portugal Euroregion Euro-região Galiza-Norte de Portugal Eurorrexión Galicia-Norte de Portugal | Spanien, Portugal                                                          | 2008      |
| Helsinki-Tallinn Euroregion (Talsinki) | Estland, Finland                                                           | 1999      |
| Inn-Salzach Euroregion Inn-Salzach EuRegio | Østrig, Tyskland                                                           | 1994      |
| Inntal Euroregion | Østrig, Tyskland                                                           | 1998      |
| Insubria euroregion Regio Insubria | Italien, Schweiz                                                           | 1995      |
| International Lake Constance conference Internationale Bodenseekonferenz | Østrig, Tyskland Schweiz                                                   | 1972      |
| Ister-Granum Euroregion Ister-Granum Eurorégió | Ungarn, Slovakiet                                                          | 2003      |
| Euregio Karelia | Finland, Rusland                                                           | 2000      |
| Kvarken council Interreg Kvarken-MittSkandia Interreg Kvarken –MidtSkandia Interreg Merenkurkku-MittSkandia | Finland, Norge, Sverige                                                    | 1972      |
| Mesta–Nestos euroregion | Bulgarien, Grækenland                                                      | 1997      |
| Meuse–Rhine Euroregion Euregio Maas-Rhein Euregio Maas-Rijn Eurégion Meuse-Rhin | Belgien, Tyskland, Holland                                                 | 1976      |
| Neisse euroregion Euroregion Neisse-Nisa-Nysa Nysa, Nisa, Neisse Euroregion | Tjekkiet, Tyskland, Polen                                                  | 1991      |
| Neman euroregion Niemen (Nieman) Euroregion Euroregion Nemunas | Hviderusland, Litauen, Polen, Rusland                                      | 1997      |
| North Calotte Council Nordkalottrådet Pohjoiskalotin neuvosto | Finland, Norge, Sverige                                                    | 1971      |
| Erzgebirge euroregion Euroregion Krušnohoří Euroregion Erzgebirge | Tjekkiet, Tyskland                                                         | 1992      |
| Øresundsregionen | Danmark, Sverige                                                           | 2000      |
| Østfold-Bohuslän/Dalsland euroregion Grensekomiteen Østfold Bohuslän/Dalsland Gränskommittén Østfold - Bohuslän/Dalsland                                                                                              | Norge, Sverige                                                             | 1980      |
| Pomerania euroregion Euroregion Pomerania | Danmark (foreslået), Tyskland, Polen, Sverige                              | 1995      |
| Pomoraví - Záhorie - Weinviertel euroregion | Østrig, Tjekkiet, Slovakiet                                                | 1999      |
| Praděd euroregion Euroregion Praděd Euroregion Pradziad | Tjekkiet, Polen                                                            | 1997      |
| Pro Europa Viadrina euroregion | Tyskland, Polen                                                            | 1993      |
| Pyrenees–Mediterranean Euroregion Euroregió Pirineus Mediterrània Eurorregión Pirineos Mediterráneo Eurorégion Pyrénées-Méditerranée                                                                                  | Frankrig, Spanien                                                          | 2004      |
| Raetia Nova euroregion Nova Raetia | Østrig, Schweiz                                                            | ?         |
| Region Southern Jutland-Schleswig Region Sønderjylland-Schleswig | Denmark, Tyskland                                                          | 1997      |
| Rhine-Waal euroregion Euregio Rhein-Waal Euregio Rijn-Waal | Tyskland, Holland                                                          | 1973      |
| Rhine-Meuse-North euroregion Euregio Rhein-Maas-Nord Euregio Rijn-Maas-Noord | Tyskland, Holland                                                          | 1978      |
| Saar-Lorraine-Luxembourg-Rhin euroregion | Tyskland, Frankrig, Luxembourg                                             | 1995      |
| Salzburg-Berchtesgadener Land-Traunstein euroregion | Østrig, Tyskland                                                           | 1993      |
| Scheldemond euroregion Conseil de l'Estuaire de l'Escaut | Belgien, Holland                                                           | 1989      |
| Sea Alps euroregion Euroregione “Alpi del Mare” Eurorégion des “Alpes de la Mer” | Frankrig, Italien                                                          | 1990      |
| Silesia euroregion | Tjekkiet, Polen                                                            | 1998      |
| Silva Nortica euroregion Euroregion Silva Nortica / Jihočeská Silva Nortica | Østrig, Tjekkiet                                                           | 2002      |
| Spree-Neisse-Bober euroregion Sprewa-Nysa-Bóbr Euroregion | Tyskland, Polen                                                            | 1992      |
| Tatra Euroregion Euroregion Tatry Euroregión Tatry | Polen, Slovakiet                                                           | 1994      |
| Tornio River Valley Council The Tornedalen Council Tornedalsrådet Tornionlaakson Neuvosto | Finland, Sverige                                                           | 1987      |
| Tyrol–South Tyrol–Trentino Euroregion Europaregion Tirol-Südtirol-Trentino Euregione Tirolo-Alto Adige-Trentino | Østrig, Italien                                                            | 1998      |
| TriRhena euroregion Regio TriRhena | Tyskland, Frankrig, Schweiz                                                | 1995      |
| Siret – Prut – Nistru euroregion Regiunea Siret - Prut - Nistru | Rumænien, Moldova                                                          | 2000      |
| Stara Planina euroregion | Serbien, Bulgarien                                                         | 2006      |
| Superior Prut and Lower Danube euroregion Euroregiunea Dunărea de Jos | Rumænien, Moldova ogUkraine                                                | 1998      |
| Via Salina euroregion Ausserfern and Kleinwalsertal/Bregenzerwald Euregio | Østrig, Tyskland                                                           | 1997      |
| West/West Pannonia euroregion | Østrig, Ungarn                                                             | 1998      |
| White Carpathians euroregion Euroregion Bílé Karpaty Euroregión Biele Karpaty | Tjekkiet, Slovakiet                                                        | 2000      |
| Zugspitze-Wetterstein-Karwendel euroregion | Østrig, Tyskland                                                           | 1998      |